# Marie Levasseur
Marie Levasseur, née le 18 mai 1997 à Stoneham-et-Tewkesbury au Québec, est une joueuse internationale canadienne de soccer évoluant au poste de défenseure au Montpellier HSC.

## Biographie

### Jeunesse
Née à Québec, Marie Levasseur commence à jouer au soccer à l'âge de quatre ans pour Haute-St-Charles.
Elle joue pour les Tigers de Memphis de 2015 à 2018, marquant au cours des 75 rencontres de sa carrière universitaire 24 buts et délivrant 25 passes décisives.

### Carrière en club
Alors qu'elle se préparait pour un essai de pré-saison avec les Red Stars de Chicago en NWSL, elle signe en mars 2019 son premier contrat professionnel avec le club finlandais Oulu Nice Soccer (en), jouant en Naisten Liiga.
En janvier 2020, elle rejoint la France en signant au FC Metz, évoluant en D1. Elle se blesse au genou lors de son premier match de D1, contre Guingamp. Malgré la relégation du club en D2, elle reste à Metz et joue cinq matchs avant l'arrêt de la deuxième division française à cause de la pandémie de Covid-19. En juin 2021, elle signe au FC Fleury 91, club de D1.

### Carrière internationale
Marie Levasseur est sélectionnée dans diverses sélections canadiennes depuis 2013. En 2013, elle participe avec la sélection U17 à remporter l'argent au Championnat féminin U17 de la CONCACAF 2013 en Jamaïque. Elle est une des meilleures buteuses du Canada à la Coupe du monde U17 2014 au Costa Rica l'année suivante, avec quatre buts.
Elle est joue son premier match avec l'équipe nationale sénior en décembre 2015 contre Trinité-et-Tobago lors du Torneio Internacional de Futebol Feminino (en) se jouant au Brésil.

## Statistiques

### En club
| Saison                | Club                  | Championnat           | Championnat | Championnat | Coupe(s) nationale(s) | Coupe(s) nationale(s) | Total | Total |
| Saison                | Club                  | Division              | M.          | B.          | M.                    | B.                    | M.    | B.    |
| 2019                  | Oulu Nice Soccer (en) | Naisten Liiga         | 24          | 13          |                       |                       | 24    | 13    |
| Sous-total            | Sous-total            | Sous-total            | 24          | 13          |                       |                       | 24    | 13    |
| 2019-2020             | FC Metz               | Division 1            | 1           | 0           | 1                     | 0                     | 2     | 0     |
| 2020-2021             | FC Metz               | Division 2            | 5           | 2           | -                     | -                     | 5     | 2     |
| Sous-total            | Sous-total            | Sous-total            | 6           | 2           | 1                     | 0                     | 7     | 2     |
| Total sur la carrière | Total sur la carrière | Total sur la carrière | 30          | 15          | 1                     | 0                     | 31    | 15    |

## Vie privée
Marie a une sœur jumelle, Catherine Levasseur, qui a joué avec elle à Haute-Sainte-Charles, à l'Université de Memphis, mais aussi en Finlande au Oulu Nice Soccer (en).